# روز اسپرانتو

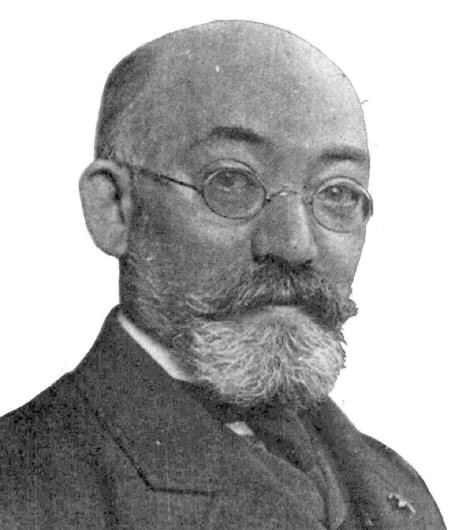
ل.ل. زامنهوف - آغازگر زبان فراساخته و بین‌المللی اسپرانتو - که روز تولدش به عنوان روز زامنهوف یا روز اسپرانتو یا روز ادبیات اسپرانتو یا روز کتاب اسپرانتو جشن گرفته می‌شود.

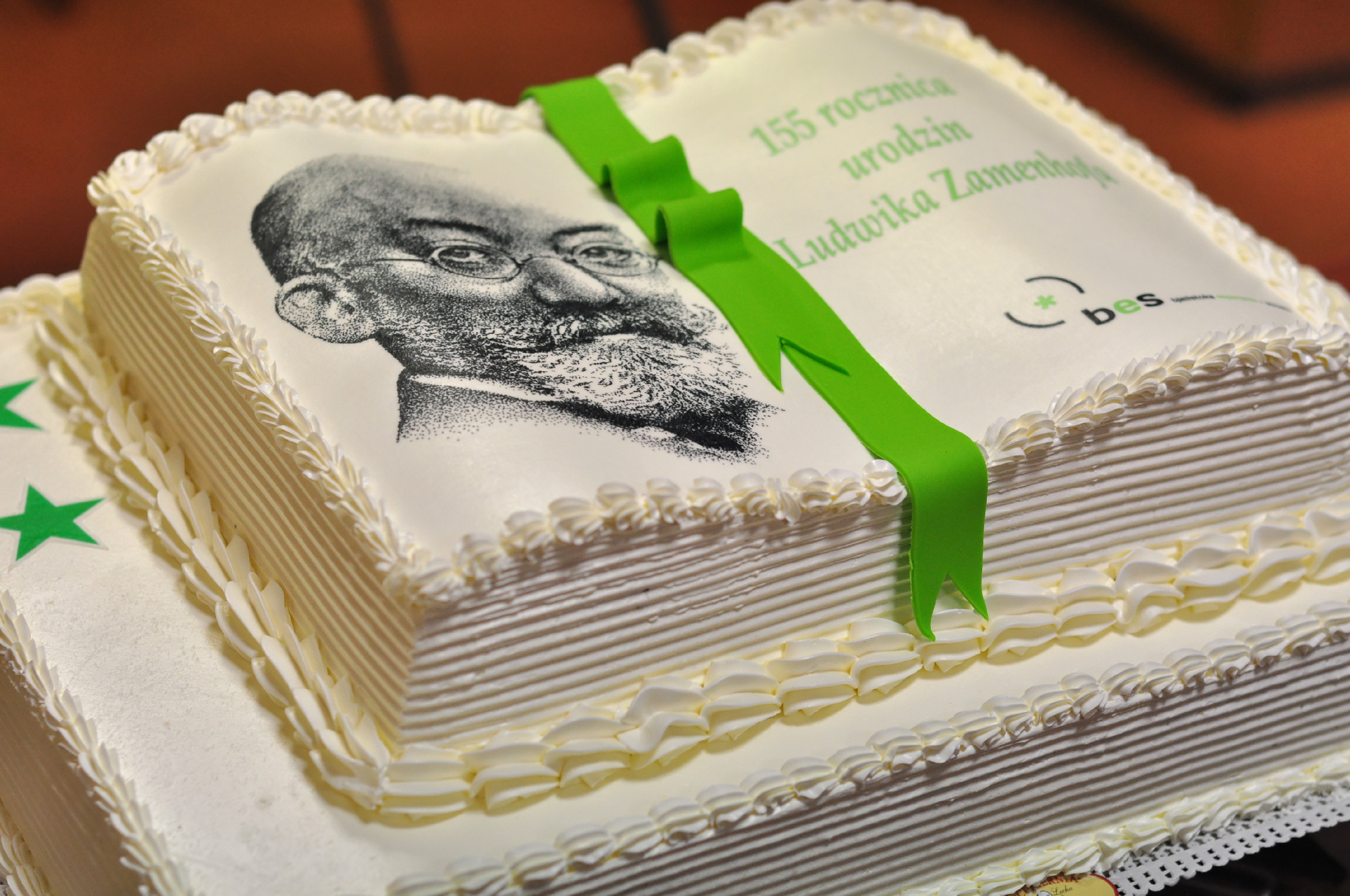
کیک جشن تولد برای زامنهوف در انجمن اسپرانتوی بیالیستوک (شهر زادگاه وی در لهستان) در سال ۲۰۱۴

روز اسپرانتو یا روز زامنهوف یا روز ادبیات اسپرانتو یا روز فرهنگ اسپرانتو یا روز کتاب اسپرانتو (۱۵ دسامبر) روز تولد لودویک لازاروس زامنهوف (۱۸۵۹–۱۹۱۷) آغازگر زبان بین‌المللی اسپرانتو است که به‌طور گسترده در سراسر جهان جشن گرفته می‌شود.
در این روز (یا در یکی از روزهای نزدیک آن) اسپرانتودانان در سراسر جهان مراسم ویژه ای برای جشن گرفتن این مناسبت برگزار می‌کنند. مجموعهٔ ایده‌های اسپرانتو و نزدیکی این روز به کریسمس ایشان را تشویق می‌کند تا به عنوان هدیه (ترجیحاً کتاب‌های نوشته شده به زبان اسپرانتو را) همراه بهترین آرزوها به یکدیگر تقدیم کنند. گاهی اوقات در این مراسم دربارهٔ زامنهوف و بزرگی‌های او به عنوان خالق زبان اسپرانتو و/یا انسانی سترگ و نوع دوست، سخنرانی ارائه می‌شود.

## فعالیت‌های مختلف در این روز
برخی از اسپرانتودانان در این روز در روزنامه‌ها، مجلات یا سایت‌های پرمخاطب دست به انتشار مطالبی برای معرفی زبان اسپرانتو و/یا خالق آن زامنهوف می‌زنند، یا از کتاب جدید خود به یا راجع به اسپرانتو رونمائی می‌کنند. دکلمهٔ اشعار اسپرانتو یا جلسات کتاب خوانی مشترک نیز در این روز برگزار می‌شود.
در عصر دیجیتال و مجازی کنونی، افتتاح و رونمائی از مواد چندرسانه ای برخط یا غیر آن، شامل کتب و مجلات دیجیتال، سایت‌ها، کانال‌ها و گروه‌های مجازی نیز در این روز اتفاق می‌افتد.

## منشأ این سنت

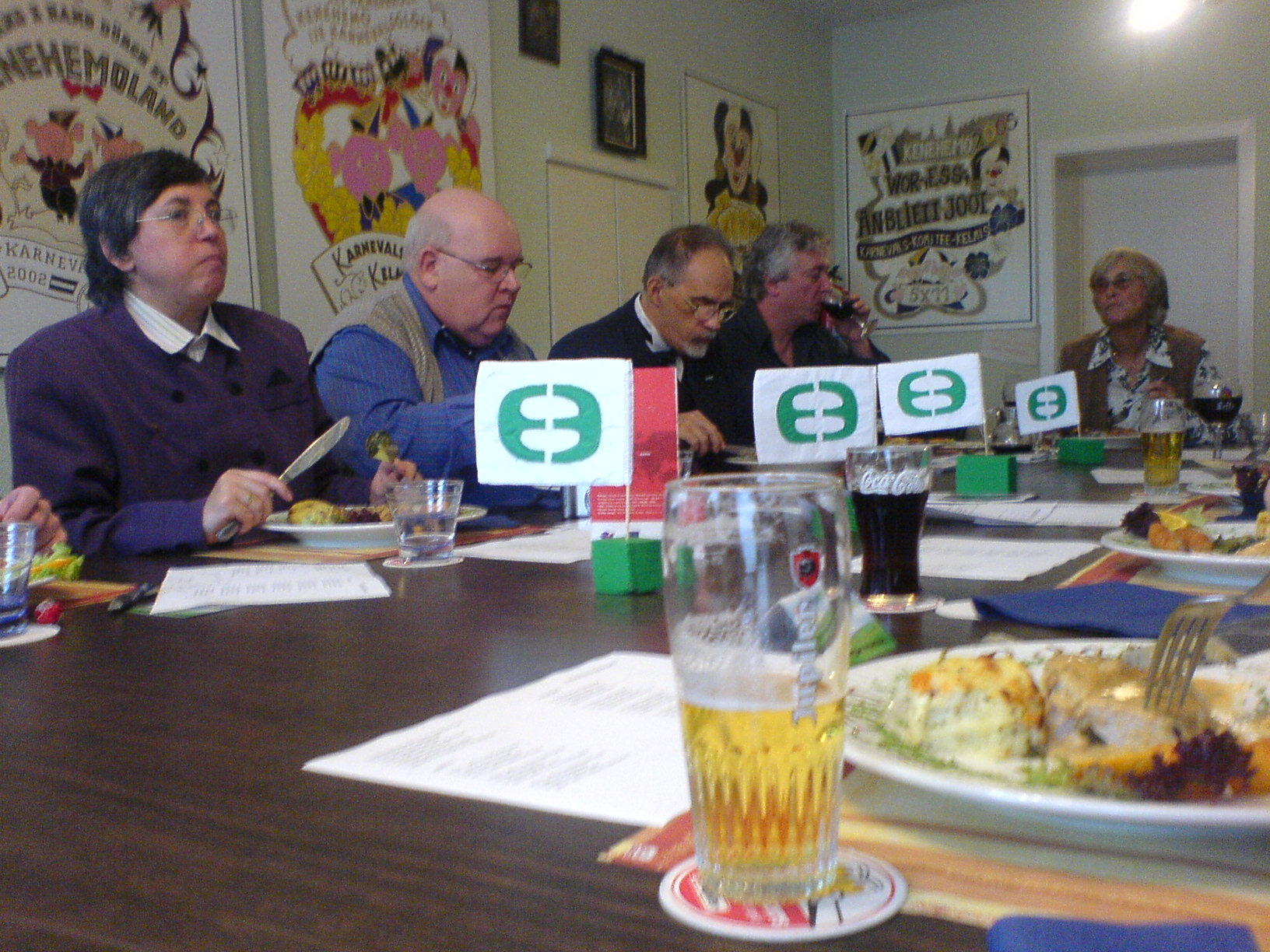
روز اسپرانتو در کِلمیس Kelmis (مورِسنِتوی Moresnet بی‌طرف سابق) (۲۰۰۸).

سنت و سرچشمهٔ این روز به دههٔ ۱۹۲۰ برمی گردد، هنگامی که با توجه به پیشنهادهای مختلف روشنفکران و فعالان مشهور و مروج اسپرانتو (از جمله یولیو باگی و نیکولای نِکراسوف) ۱۵ دسامبر به عنوان روز جشن اسپرانتو انتخاب شد.

## بزرگداشت این روز در سال ۲۰۰۹
در ۱۵ دسامبر سال ۲۰۰۹ که مصادف با ۱۵۰امین سالگرد تولد زامنهوف بود، جشن‌های بزرگ و ویژه ای در کشورهای گوناگون جهان برگزار شد. ازجمله در شهر بیالیستوک لهستان - زادشهر زامنهوف - شهردار وقت این شهر مرکز زامنهوف را افتتاح کرد. همچنین در نیویورک سمپوزیومی به افتخار زامنهوف برگزار گردید که اساتید بنامی مانند همفری تونکین و آریکا اوکرِنت به سخنرانی پرداختند. در این روز همچنین موتور جستجوی گوگل برای بزرگداشت این مناسبت، علامت خود را با پرچم زبان اسپرانتو تزئین کرد، که این امر منجر به این شد که حدود ۲ میلیون نفر در این روز با کلیک کردن بر روی آن به مقالهٔ مربوط به زبان اسپرانتو و/یا زامنهوف در ویکی‌پدیا راهنمائی شدند